# Монреальская Иверская икона Божией Матери
Мироточи́вая И́верская-Монреа́льская икона Божией Матери — написанный на Афоне список Иверской иконы. По многочисленным свидетельствам, почти непрерывно мироточила в течение 15 лет (1982—1997), после чего хранитель иконы Иосиф Муньос-Кортес был убит, а икона бесследно исчезла. Почитается как чудотворная.
Празднование — 11 (24) ноября — день начала мироточения.
В 1982 году Иосиф Муньос привез её с Афона в Монреаль и в последующие годы путешествовал с ней по всему миру.

## История иконы
Икона, являющаяся списком с Иверской Вратарницы, была написана в 1981 году на Афоне греческим иеромонахом Спасо-Рождественского скита Хризостомом, относившимся к старостильному «матфеевскому» Синоду Истинно-Православной Церкви Греции, не имеющему общения с каноническими Православными церквями. В 1982 году скит посетил православный канадец чилийского происхождения Иосиф Муньос Кортес, занимавшийся изучением иконописи, преподаватель истории искусств. Увидев икону, которая его поразила, он просил монахов её продать, но каждый раз получал отказы. Тогда Иосиф стал молиться на ночной литургии о получении им этой иконы. На рассвете, когда Иосиф и его спутник попрощались с монахами и пошли к пристани, их догнал игумен скита Климент († 1997) и подарил ему этот образ, не взяв денег. Прежде чем покинуть Афон, Иосиф привёз икону в Иверский монастырь и приложил к оригиналу.
После возвращения в Монреаль Иосиф установил икону в красном углу рядом с имевшимися у него реликвиями. По словам Иосифа, икона впервые замироточила 24 ноября 1982 года и затем мироточила почти непрерывно в течение 15 лет, за исключением Страстных недель. По утверждению очевидцев, святое миро истекало главным образом из рук Девы Марии и Спасителя, а также из звезды, находившейся на плече Богородицы, оно имело сильный аромат, и его даже собирали в сосуды. В 1983 году, по свидетельству Л. Гумеровой, Иосифу поступило предложение «коммерциализировать» чудо, то есть торговать ватками с миром, что он решительно отверг.
За эти годы икона побывала в большинстве приходов РПЦЗ и в приходах некоторых православных старостильных церквей: в Болгарии (осень 1995 года), Франции (часто посещал Леснинский монастырь), ФРГ, США, Австралии и др. Истекавшее миро собирали в ватки и рассылали верующим — поступало множество сообщений о чудесах и исцелениях, в том числе от тяжёлых заболеваний, происходивших в США, России, Латвии, Бельгии, Канаде, Швейцарии, Швеции, Бразилии, Аргентине и др. Некоторые из фотографий иконы тоже начинали мироточить. Многие верующие, не только православные, но и католики, протестанты, случайно встречавшиеся с иконой люди, а иногда и атеисты — получали исцеления и помощь. Ближе к моменту исчезновения и убийства Иосифа католики посещали икону даже чаще, чем православные. Получив письмо с фотографией и ваткой, пропитанной миром, Александр Солженицын написал Иосифу, что эта икона-целительница, которая исцеляет не тела, а души больных.
В Россию икону ни разу не привозили. Связано это было с тем, что выступавшие против форсирования сближения с Московским патриархатом представители высокопоставленного духовенства РПЦЗ, в том числе её тогдашний первоиерарх Виталий (Устинов), считали данный визит неуместным. Иосиф Муньос имел послушание от митрополита Виталия посещать с иконой только храмы Истинно-православных церквей (не имеющих общение с мировым православием, в том числе Русской православной церковью). Против поездки в 1990-х годах в Россию с иконой, полагая её преждевременной, был и сам Иосиф, критиковавший в то время РПЦ за проявления экуменизма и склонность (по его мнению) архиереев Московской патриархии к карьеризму. Ввозить же икону в Россию «тайно» (то есть без встречи её духовенством РПЦ) Иосиф считал недопустимым:

Думаю, что когда мироточивая икона поедет в Россию, наступит Пасха среди лета. … я не могу поехать в Россию против воли Первоиерарха. … Мы не можем тайно поехать в Россию, чтобы войти как тать и разбойник через окно. Мы должны войти в Россию через Царские врата, которые нам откроют достойные люди
В 1993 году сделанный Иосифом список с чудотворной иконы был передан в одесскую общину храма святого праведного Иоанна Кронштадтского (на тот момент храм принадлежал РПЦЗ, ныне — РИПЦ), и позднее он стал мироточивым.
В ночь с 30 на 31 октября 1997 года Иосиф Муньос был убит в Афинах, а Монреальская Иверская икона бесследно исчезла.
Сразу после убийства была ограблена квартира, где жил хранитель иконы.

## После исчезновения иконы
В ночь с 24 на 25 января 1998 года дотла сгорел православный кафедральный собор во имя святителя Николая Чудотворца в Монреале, где часто пребывала икона. Здание Свято-Николаевского храма в Монреале восстановлено, и в нём вновь проходят церковные службы.
В ноябре 2002 году Архиерейский синод Русской православной церкви заграницей обнародовал обращение к пастве по случаю 20-летия чудотворной иконы Божией Матери «Иверской-Мироточивой Монреальской», в котором, в частности, говорится:

Сия икона изливающая обильное чудотворное миро 15 лет утешала нашу Русскую Зарубежную Церковь, являясь зримым и ощутимым знамением милосердного заступничества Божией Матери за нас грешных… Использовали ли мы это посещение Матери Господа нашего с пользой для души и не наш ли общий грех охлаждения к святыне и молитве, к делам благочестия и свидетельства веры православной стал причиной отнятия по Божиему попущению от нас святой иконы?

…Братья и сестры! С трепетной благодарностью молитвенно воспомянем о пребывании сей чудной мироточивой иконы в нашей Церкви и с покаянием помолимся Пресвятой Богородице о прощении наших грехов, о водворении мира в Церкви нашей православной…
Спустя 20 лет представителями РПЦЗ, отрицательно относящимися к Русской православной церкви, было высказано мнение, что исчезновение иконы и гибель её хранителя Иосифа было связано с начавшимся «поглощением» РПЦЗ Московской патриархией, в то время как хранитель иконы, по их мнению, мог быть против такого объединения.

## Гавайская Иверская мироточивая икона
В октябре 2007 года простая бумажная копия Иверской Монреальской иконы начала мироточить в русском православном приходе Мироточивой Иверской-Монреальской иконы Божией Матери (РПЦЗ в общении с РПЦ МП) в Гонолулу на Гавайях. В июне 2008 года архиепископ Кирилл (Дмитриев) официально признал мироточение Гавайской Иверской иконы Божией Матери подлинно чудотворным. Начиная с этого времени Гавайская Иверская икона побывала более чем в 1000 приходов и монастырей в Северной Америке всех канонических юрисдикций и была почитаема верующими в США, Канаде, Европе и по всему миру. Святая икона Божией Матери продолжает мироточить по сей день, ее хранителем является священник Нектарий Янсон, у которого в доме и началось мироточение.